# Untersberger Marmorkugelmühlen

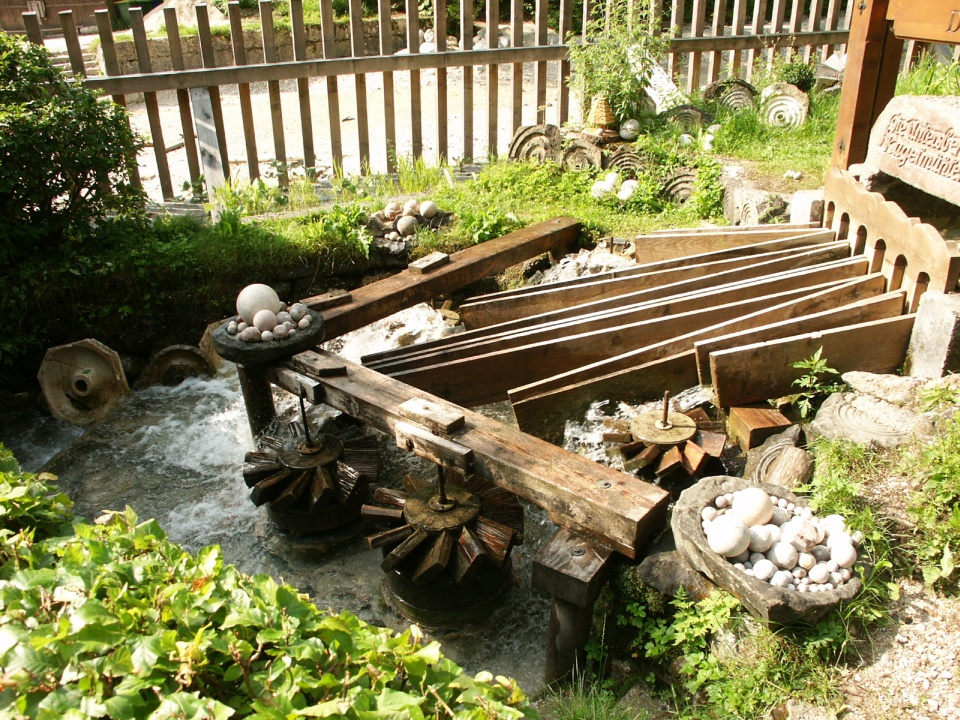
Die Kugelmühle bei Marktschellenberg

Die Untersberger Marmorkugelmühlen sind Kugelmühlen am Ausgang der Almbachklamm in Marktschellenberg im Landkreis Berchtesgadener Land.

## Geschichte
Die Kugelmühlen wurden 1683 errichtet und gehören zu den ältesten Gewerbebetrieben im heutigen Bayern. Die einst vor allem als Kinderspielzeug beliebten Marmeln (Murmeln) wurden in alle Welt verschickt. Über Rotterdam und London wurden sie hauptsächlich nach Ost- und Westindien exportiert, an die 600 bis 800 und manchmal sogar 1000 Zentner im Jahr. Der Segelschifffahrt waren sie als Fracht willkommen, da sie sich durch ihr hohes Raumgewicht gut als Ballast eigneten. Die letzten Marmeln gingen von hier 1921 nach London.
Noch um Mitte des letzten Jahrhunderts trieb der Almbach an die 40 Kugelmühlen, zu denen in der Umgebung noch weitere 90 hinzukamen. Betrieben wurden sie vor allem von den armen Bergbauern. Heute wird eine Kugelmühle vor allem als Attraktion betrieben.

## Die Kugelmühle
Die Kugelmühle wird vom Wasser des Almbachs angetrieben. Die unteren feststehenden Schleifsteine bestehen aus hartem Sandstein, die oberen Drehscheiben aus Buchenholz. Die Mahldauer der Kugeln schwankt je nach Größe zwischen zwei und acht Tagen. Danach erfolgt noch der Feinschliff sowie eine Politur. Verarbeitet wird traditionell Untersberger Marmor.
Koordinaten: 47° 40′ 13,9″ N, 13° 1′ 51″ O